# Office national des brevets et de l'enregistrement en Finlande
L'office national des brevets et de l'enregistrement (finnois : Patentti- ja rekisterihallitus, sigle PRH) est une agence gouvernementale finlandaise.

## Présentation
L'office tient le registre national des sociétés (fi), le registre des hypothèques, le registre des associations (fi) et le registre des fondations (fi).
L'office enregistre aussi les brevets, les modèles d'utilité, les droits de conception, les marques et les codes LEI. 